# 日本の中学校の廃校一覧
日本の中学校の廃校一覧（にほんのちゅうがっこうのはいこういちらん）は日本の中学校における廃校の学校記事一覧である。

## 北海道地区
- 北海道中学校の廃校一覧

## 東北地区
- 青森県中学校の廃校一覧
- 岩手県中学校の廃校一覧
- 秋田県中学校の廃校一覧
- 宮城県中学校の廃校一覧
- 山形県中学校の廃校一覧
- 福島県中学校の廃校一覧

## 関東地区
- 茨城県中学校の廃校一覧
- 栃木県中学校の廃校一覧
- 群馬県中学校の廃校一覧
- 埼玉県中学校の廃校一覧
- 千葉県中学校の廃校一覧
- 東京都中学校の廃校一覧
- 神奈川県中学校の廃校一覧

## 中部地区
- 新潟県中学校の廃校一覧
- 長野県中学校の廃校一覧
- 山梨県中学校の廃校一覧
- 富山県中学校の廃校一覧
- 石川県中学校の廃校一覧
- 福井県中学校の廃校一覧
- 岐阜県中学校の廃校一覧
- 静岡県中学校の廃校一覧
- 愛知県中学校の廃校一覧

## 関西地区
- 三重県中学校の廃校一覧
- 滋賀県中学校の廃校一覧
- 京都府中学校の廃校一覧
- 大阪府中学校の廃校一覧
- 兵庫県中学校の廃校一覧
- 奈良県中学校の廃校一覧
- 和歌山県中学校の廃校一覧

## 中国地区
- 鳥取県中学校の廃校一覧
- 島根県中学校の廃校一覧
- 岡山県中学校の廃校一覧
- 広島県中学校の廃校一覧
- 山口県中学校の廃校一覧

## 四国地区
- 徳島県中学校の廃校一覧
- 香川県中学校の廃校一覧
- 愛媛県中学校の廃校一覧
- 高知県中学校の廃校一覧

## 九州地区
- 福岡県中学校の廃校一覧
- 佐賀県中学校の廃校一覧
- 長崎県中学校の廃校一覧
- 熊本県中学校の廃校一覧
- 大分県中学校の廃校一覧
- 宮崎県中学校の廃校一覧
- 鹿児島県中学校の廃校一覧
- 沖縄県中学校の廃校一覧